# Ikechi Anya
Ikechi Anya (n. 3 ianuarie 1988, Glasgow, Scoția, Regatul Unit) este un fotbalist profesionist ce joacă pe postul de mijlocaș. Născut în Marea Britanie, acesta a reprezentat Scoția la nivel internațional. De asemenea, acesta deține și cetățenia română, respectiv cea nigeriană, fiind eligibil pentru a reprezenta ambele  țări la nivel internațional.